# Douzième district congressionnel de l'État de New York
Le 12e district congressionnel de New York est un district situé à New York. Depuis 2023, il est représenté par le Démocrate Jerry Nadler, titulaire redécoupé de l'ancien 10e district qui a battu la Représentante sortante Carolyn Maloney lors de la primaire démocrate d'août 2022. Le 12e redessiné comprend la circonscription de l'Upper West Side (l'ancien 10e) représentée par Nadler depuis les années 1990, l'Upper East Side et l'ensemble de Midtown Manhattan. Le district est le plus petit district congressionnel en termes de superficie aux États-Unis. Le revenu par habitant du 12e district, supérieur à 75 000 dollars, est le plus élevé de tous les districts congressionnels des États-Unis.

## Histoire
Pendant la guerre civile, le 12e district comprenait les comtés de Dutchess et de Columbia. Le 12e district est finalement devenu un district de Brooklyn au milieu des années 1960, à la suite d'un redécoupage du district dû à la décision de la Cour suprême dans l'affaire Cooper c. Power en 1966. Le district a été redessiné pour inclure des quartiers à majorité afro-américaine tels que Bedford. -Stuyvesant dans le centre de Brooklyn. Jusqu'en 1992, il s'agissait du quartier central de Brooklyn désormais détenu par Yvette Clarke (et anciennement par Major Owens), puis remanié pour inclure les quartiers hispaniques du Lower Manhattan et du Queens.

## Historique de vote
| Année | Poste     | Résultats               |
| ----- | --------- | ----------------------- |
| 2008  | Président | Obama 80,0 % – 19,0 %   |
| 2012  | Président | Obama 77,0 % – 22,0 %   |
| 2016  | Président | Clinton 83,0 % – 14,0 % |
| 2020  | Président | Biden 84,0 % – 15,0 %   |

## Liste des Représentants du district

### 1810 - 1813: Un siège
| Membre                          | Parti                 | Années                            | Congrès  | Histoire électorale |
| ------------------------------- | --------------------- | --------------------------------- | -------- | --- |
| District établit le 4 mars 1803 |                       |                                   |          | |
| David Thomas (en)               | Républicain-Démocrate | 4 mars 1803 - 17 février 1808     | 8e - 10e | Redécoupage depuis le 7e district et réélu en 1802. Réélu en 1804. Réélu en 1806. Démissionne pour devenir Trésorier de l'État de New York. |
| Vacant                          | Vacant                | 17 février 1808 - 7 novembre 1808 | 10e      | |
| Nathan Wilson (en)              | Républicain-Démocrate | 7 novembre 1808 - 3 mars 1809     | 10e      | Élu pour terminer le mandat de Thomas. Retrait.                                                                                             |
| Erastus Root (en)               | Républicain-Démocrate | 4 mars 1809 - 3 mars 1811         | 11e      | Élu en 1808. |
| Arunah Metcalf (en)             | Républicain-Démocrate | 4 mars 1811 - 3 mars 1813         | 12e      | Élu en 1810. |

### 1813 - 1823: Deux sièges
De 1813 à 1823, deux sièges furent attribués au district, élus at-large sur un seul bulletin de vote.
| 13e | 4 mars 1813 - 3 mars 1815     | Zebulon R. Shipherd (en) | Fédéraliste           | Élu en 1812.                                                                                                   | Elisha I. Winter (en)  | Fédéraliste           | Élu en 1812.                | 1813–1823 Comtés de Clinton, Essex, Franklin, Washington et Warren |
| 14e | 4 mars 1815 - 7 décembre 1815 | Vacant                   | Vacant                | Le Représentant-élu Benjamin Pond décède le 6 octobre 1814.                                                    | John Savage (en)       | Républicain-Démocrate | Élu en 1814.                | 1813–1823 Comtés de Clinton, Essex, Franklin, Washington et Warren |
| 14e | 7 décembre 1815 - 3 mars 1817 | Asa Adgate (en)          | Républicain-Démocrate | Élu pour terminer le mandat de Pond.                                                                           | John Savage (en)       | Républicain-Démocrate | Élu en 1814.                | 1813–1823 Comtés de Clinton, Essex, Franklin, Washington et Warren |
| 15e | 4 mars 1817 - 3 mars 1819     | John Palmer (en)         | Républicain-Démocrate | Élu en 1816.                                                                                                   | John Savage (en)       | Républicain-Démocrate | Élu en 1814.                | 1813–1823 Comtés de Clinton, Essex, Franklin, Washington et Warren |
| 16e | 4 mars 1819 - 3 mars 1821     | Ezra C. Gross (en)       | Républicain-Démocrate | Élu en 1818. Perd sa réélection.                                                                               | Nathaniel Pitcher (en) | Républicain-Démocrate | Élu en 1818. Réélu en 1821. | 1813–1823 Comtés de Clinton, Essex, Franklin, Washington et Warren |
| 17e | 4 mars 1821 - 3 décembre 1821 | Vacant                   | Vacant                | Des élections ont eu lieu en avril 1821, mais il n'est pas clair à quel moment les résultats ont été annoncés. | Nathaniel Pitcher (en) | Républicain-Démocrate | Élu en 1818. Réélu en 1821. | 1813–1823 Comtés de Clinton, Essex, Franklin, Washington et Warren |
| 17e | 3 décembre 1821 - 3 mars 1823 | Reuben H. Walworth (en)  | Républicain-Démocrate | Élu en 1821.                                                                                                   | Nathaniel Pitcher (en) | Républicain-Démocrate | Élu en 1818. Réélu en 1821. | 1813–1823 Comtés de Clinton, Essex, Franklin, Washington et Warren |

### 1823 - Présent: Un siège
| Membre                    | Parti                 | Années                              | Congrès     | Histoire électorale | Zone géographique                                     |
| ------------------------- | --------------------- | ----------------------------------- | ----------- | --- | ----------------------------------------------------- |
| Lewis Eaton (en)          | Républicain-Démocrate | 4 mars 1823 - 3 mars 1825           | 18e         | Élu en 1822. | 1823–1833 Comtés de Schenectady et Schoharie          |
| William Dietz (en)        | Jacksonien (en)       | 4 mars 1825 - 3 mars 1827           | 19e         | Élu en 1824. | 1823–1833 Comtés de Schenectady et Schoharie          |
| John I. De Graff (en)     | Jacksonien (en)       | 4 mars 1827 - 3 mars 1829           | 20e         | Élu en 1826. | 1823–1833 Comtés de Schenectady et Schoharie          |
| Peter I. Borst (en)       | Jacksonien (en)       | 4 mars 1829 - 3 mars 1831           | 21e         | Élu en 1828. | 1823–1833 Comtés de Schenectady et Schoharie          |
| Joseph Bouck (en)         | Jacksonien (en)       | 4 mars 1831 - 3 mars 1833           | 22e         | Élu en 1830. | 1823–1833 Comtés de Schenectady et Schoharie          |
| Henry C. Martindale (en)  | Anti-Maçonique        | 4 mars 1833 - 3 mars 1835           | 23e         | Élu en 1832. | 1833–1843                                             |
| David Abel Russell (en)   | Anti-Jacksonien       | 4 mars 1835 - 3 mars 1837           | 24e - 26e   | Élu en 1834. Réélu en 1836. Réélu en 1838. | 1833–1843                                             |
| David Abel Russell (en)   | Whig                  | 4 mars 1837 - 3 mars 1841           | 24e - 26e   | Élu en 1834. Réélu en 1836. Réélu en 1838. | 1833–1843                                             |
| Bernard Blair (en)        | Whig                  | 4 mars 1841 - 3 mars 1843           | 27e         | Élu en 1840. | 1833–1843                                             |
| David L. Seymour (en)     | Démocrate             | 4 mars 1843 - 3 mars 1845           | 28e         | Élu en 1842. | 1843–1853                                             |
| Richard P. Herrick (en)   | Whig                  | 4 mars 1845 - 20 juin 1846          | 29e         | Élu en 1844. Décède. | 1843–1853                                             |
| Vacant                    | Vacant                | 20 juin 1846 - 7 décembre 1846      | 29e         | | 1843–1853                                             |
| Thomas C. Ripley (en)     | Whig                  | 7 décembre 1846 - 3 mars 1847       | 29e         | Élu pour terminer le mandat de Herrick. | 1843–1853                                             |
| Gideon Reynold (en)       | Whig                  | 4 mars 1847 - 3 mars 1851           | 30e , 31e   | Élu en 1846. Réélu en 1848. | 1843–1853                                             |
| David L. Seymour (en)     | Démocrate             | 4 mars 1851 - 3 mars 1853           | 32e         | Élu en 1850. | 1843–1853                                             |
| Gilbert Dean (en)         | Démocrate             | 4 mars 1853 - 3 juillet 1854        | 33e         | Redécoupage depuis le 8e district et réélu en 1852. Démissionne pour devenir Juge Associé de la Cour Suprême de New York.                                                                            | 1853–1863                                             |
| Vacant                    | Vacant                | 3 juillet 1854 - 7 novembre 1854    | 33e         | | 1853–1863                                             |
| Isaac Teller (en)         | Whig                  | 7 novembre 1854 - 3 mars 1855       | 33e         | Élu pour terminer le mandat de Dean. | 1853–1863                                             |
| Killian Miller (en)       | Opposition Party (en) | 4 mars 1855 - 3 mars 1857           | 34e         | Élu en 1854. | 1853–1863                                             |
| John Thompson (en)        | Républicain           | 4 mars 1857 - 3 mars 1859           | 35e         | Élu en 1856. | 1853–1863                                             |
| Charles Lewis Beale (en)  | Républicain           | 4 mars 1859 - 3 mars 1861           | 36e         | Élu en 1858. | 1853–1863                                             |
| Stephen Baker             | Républicain           | 4 mars 1861 - 3 mars 1863           | 37e         | Élu en 1860. | 1853–1863                                             |
| Homer A. Nelson (en)      | Démocrate             | 4 mars 1863 - 3 mars 1865           | 38e         | Élu en 1862. | 1863–1873                                             |
| John H. Ketcham           | Républicain           | 4 mars 1865 - 3 mars 1873           | 39e - 42e   | Réélu en 1864. Réélu en 1866. Réélu en 1868. Réélu en 1870. | 1863–1873                                             |
| Charles St. John (en)     | Républicain           | 3 mars 1873 - 3 mars 1875           | 43e         | Redécoupage depuis le 11e district et réélu en 1872. | 1873–1883                                             |
| N. Holmes Odell (en)      | Démocrate             | 4 mars 1875 - 3 mars 1877           | 44e         | Élu en 1874. | 1873–1883                                             |
| Clarkson Nott Potter (en) | Démocrate             | 4 mars 1877 - 3 mars 1879           | 45e         | Élu en 1876. | 1873–1883                                             |
| Vacant                    | Vacant                | 3 mars 1879 - 3 novembre 1879       | 46e         | Le Représentant-élu Alexander Smith décède le 5 novembre 1878. | 1873–1883                                             |
| Waldo Hutchins (en)       | Démocrate             | 4 novembre 1879 - 3 mars 1885       | 46e - 48e   | Élu pour terminer le mandat de Smith. Réélu en 1880. Réélu en 1882. Retrait. | 1873–1883                                             |
| 1883–1893                 |                       |                                     | 46e - 48e   | Élu pour terminer le mandat de Smith. Réélu en 1880. Réélu en 1882. Retrait. |                                                       |
| Abraham Dowdney (en)      | Démocrate             | 4 mars 1885 - 10 décembre 1886      | 49e         | Élu en 1884. Décède. |                                                       |
| Vacant                    | Vacant                | 10 décembre 1886 - 3 mars 1887      | 49e         | |                                                       |
| William Bourke Cockran    | Démocrate             | 4 mars 1887 - 3 mars 1889           | 50e         | Élu en 1886. |                                                       |
| Roswell P. Flower (en)    | Démocrate             | 4 mars 1889 - 16 septembre 1891     | 51e , 52e   | Élu en 1888. Réélu en 1890. Démissionne pour devenir Gouverneur de New York. |                                                       |
| Vacant                    | Vacant                | 16 septembre 1891 - 3 novembre 1891 | 52e         | |                                                       |
| Joseph L. Little (en)     | Démocrate             | 3 novembre 1891 - 3 mars 1893       | 52e         | Élu pour terminer le mandat de Flower. |                                                       |
| William Bourke Cockran    | Démocrate             | 4 mars 1893 - 3 mars 1895           | 53e         | Redécoupage depuis le 10e district et réélu en 1892. | 1893–1903                                             |
| George B. McClellan Jr.   | Démocrate             | 4 mars 1895 - 21 décembre 1903      | 54e - 58e   | Élu en 1894. Réélu en 1896. Réélu en 1898. Réélu en 1900. Réélu en 1902. Démissionne pour devenir Maire de New York.                                                                                 | 1893–1903                                             |
| 1903–1913                 |                       |                                     | 54e - 58e   | Élu en 1894. Réélu en 1896. Réélu en 1898. Réélu en 1900. Réélu en 1902. Démissionne pour devenir Maire de New York.                                                                                 |                                                       |
| Vacant                    | Vacant                | 21 décembre 1903 - 23 février 1904  | 58e         | |                                                       |
| William Bourke Cockran    | Démocrate             | 23 février 1904 - 3 mars 1909       | 58e - 60e   | Élu pour terminer le mandat de McClellan. Réélu en 1904. Réélu en 1906. |                                                       |
| Michael F. Conry (en)     | Démocrate             | 4 mars 1909 - 3 mars 1913           | 61e , 62e   | Élu en 1908. Réélu en 1910. Redécoupage vers le 15e district. |                                                       |
| Henry M. Goldfogle (en)   | Démocrate             | 4 mars 1913 - 3 mars 1915           | 63e         | Redécoupage depuis le 9e district et réélu en 1912. | 1913–1923                                             |
| Meyer London (en)         | Socialiste            | 4 mars 1915 - 3 mars 1919           | 64e , 65e   | Élu en 1914. Réélu en 1916. | 1913–1923                                             |
| Henry M. Goldfogle (en)   | Démocrate             | 4 mars 1919 - 3 mars 1921           | 66e         | Élu en 1918. | 1913–1923                                             |
| Meyer London (en)         | Socialiste            | 4 mars 1921 - 3 mars 1923           | 67e         | Élu en 1920. | 1913–1923                                             |
| Samuel Dickstein          | Démocrate             | 4 mars 1923 - 3 janvier 1945        | 68e - 78e   | Élu en 1922. Réélu en 1924. Réélu en 1926. Réélu en 1928. Réélu en 1930. Réélu en 1932. Réélu en 1934. Réélu en 1936. Réélu en 1938. Réélu en 1940. Réélu en 1942. Redécoupage vers le 19e district. | 1923–1933                                             |
| 1933–1943                 |                       |                                     | 68e - 78e   | Élu en 1922. Réélu en 1924. Réélu en 1926. Réélu en 1928. Réélu en 1930. Réélu en 1932. Réélu en 1934. Réélu en 1936. Réélu en 1938. Réélu en 1940. Réélu en 1942. Redécoupage vers le 19e district. |                                                       |
| 1943–1953                 |                       |                                     | 68e - 78e   | Élu en 1922. Réélu en 1924. Réélu en 1926. Réélu en 1928. Réélu en 1930. Réélu en 1932. Réélu en 1934. Réélu en 1936. Réélu en 1938. Réélu en 1940. Réélu en 1942. Redécoupage vers le 19e district. |                                                       |
| John J. Rooney (en)       | Démocrate             | 3 janvier 1945 - 3 janvier 1953     | 79e - 82e   | Redécoupage depuis le 4e district et réélu en 1944. Réélu en 1946. Réélu en 1948. Réélu en 1950. Redécoupage vers le 14e district.                                                                   |                                                       |
| Francis E. Dorn (en)      | Républicain           | 3 janvier 1953 - 3 janvier 1961     | 83e - 86e   | Élu en 1952. Réélu en 1954. Réélu en 1956. Réélu en 1958. | 1953–1963                                             |
| Hugh Carey                | Démocrate             | 3 janvier 1961 - 3 janvier 1963     | 87e         | Élu en 1960. Redécoupage vers le 15e district. | 1953–1963                                             |
| Edna F. Kelly             | Démocrate             | 3 janvier 1963 - 3 janvier 1969     | 88e - 90e   | Redécoupage depuis le 10e district et réélue en 1962. Réélue en 1964. Réélue en 1966. Redécoupage vers le 10e district et perd sa renomination.                                                      | 1963–1973                                             |
| Shirley Chisholm          | Démocrate             | 3 janvier 1969 - 3 janvier 1983     | 91e - 97e   | Élue en 1968. Réélue en 1970. Réélue en 1972. Réélue en 1974. Réélue en 1976. Réélue en 1978. Réélue en 1980. Retrait.                                                                               | 1963–1973                                             |
| 1973–1983                 |                       |                                     | 91e - 97e   | Élue en 1968. Réélue en 1970. Réélue en 1972. Réélue en 1974. Réélue en 1976. Réélue en 1978. Réélue en 1980. Retrait.                                                                               |                                                       |
| Major Owens (en)          | Démocrate             | 3 janvier 1983 - 3 janvier 1993     | 98e - 102e  | Élu en 1982. Réélu en 1984. Réélu en 1986. Réélu en 1988. Réélu en 1990. Redécoupage vers le 11e district.                                                                                           | 1983–1993                                             |
| Nydia Velázquez           | Démocrate             | 3 janvier 1993 - 3 janvier 2013     | 103e - 112e | Élue en 1992. Réélue en 1994. Réélue en 1996. Réélue en 1998. Réélue en 2000. Réélue en 2002. Réélue en 2004. Réélue en 2006. Réélue en 2008. Réélue en 2010. Redécoupage vers le 7e district.       | 1993–2003                                             |
| Nydia Velázquez           | Démocrate             | 3 janvier 1993 - 3 janvier 2013     | 103e - 112e | Élue en 1992. Réélue en 1994. Réélue en 1996. Réélue en 1998. Réélue en 2000. Réélue en 2002. Réélue en 2004. Réélue en 2006. Réélue en 2008. Réélue en 2010. Redécoupage vers le 7e district.       | 2003–2013 Parties de Brooklyn, Manhattan et du Queens |
| Carolyn Maloney           | Démocrate             | 3 janvier 2013 - 3 janvier 2023     | 113e - 117e | Redécoupage depuis le 14e district et réélue en 2012. Réélue en 2014. Réélue en 2016. Réélue en 2018. Réélue en 2020. Perd sa renomination en 2022.                                                  | 2013–2023 Parties de Brooklyn, Manhattan et du Queens |
| Jerry Nadler              | Démocrate             | 3 janvier 2023 - Présent            | 118e        | Redécoupage depuis le 10e district et réélu en 2022. | 2023–2025 Parties de Manhattan                        |

## Résultats des récentes élections
Voici les résultats des dix précédents cycles électoraux dans le district.

### 2004
| Élection de 2004 du 12e district congressionnel de New York | Élection de 2004 du 12e district congressionnel de New York | Élection de 2004 du 12e district congressionnel de New York | Élection de 2004 du 12e district congressionnel de New York | Élection de 2004 du 12e district congressionnel de New York |
| ----------------------------------------------------------- | ----------------------------------------------------------- | ----------------------------------------------------------- | ----------------------------------------------------------- | ----------------------------------------------------------- |
| Parti                                                       | Parti                                                       | Candidat                                                    | Votes                                                       | %                                                           |
|                                                             | Démocrate                                                   | Nydia Velazquez (sortante)                                  | 107 796                                                     | 86,3                                                        |
|                                                             | Républicain                                                 | Paul A. Rodriguez                                           | 17 166                                                      | 13,7                                                        |
| Total des votes                                             | Total des votes                                             | Total des votes                                             | 124 962                                                     | 100 %                                                       |
|                                                             | Les Démocrates conservent                                   |                                                             |                                                             |                                                             |

### 2006
| Élection de 2006 du 12e district congressionnel de New York | Élection de 2006 du 12e district congressionnel de New York | Élection de 2006 du 12e district congressionnel de New York | Élection de 2006 du 12e district congressionnel de New York | Élection de 2006 du 12e district congressionnel de New York |
| ----------------------------------------------------------- | ----------------------------------------------------------- | ----------------------------------------------------------- | ----------------------------------------------------------- | ----------------------------------------------------------- |
| Parti                                                       | Parti                                                       | Candidat                                                    | Votes                                                       | %                                                           |
|                                                             | Démocrate                                                   | Nydia Velazquez (sortante)                                  | 62 847                                                      | 89,7                                                        |
|                                                             | Républicain                                                 | Allan E. Romaguera                                          | 7 182                                                       | 10,3                                                        |
| Total des votes                                             | Total des votes                                             | Total des votes                                             | 70 029                                                      | 100 %                                                       |
|                                                             | Les Démocrates conservent                                   |                                                             |                                                             |                                                             |

### 2008
| Élection de 2008 du 12e district congressionnel de New York | Élection de 2008 du 12e district congressionnel de New York | Élection de 2008 du 12e district congressionnel de New York | Élection de 2008 du 12e district congressionnel de New York | Élection de 2008 du 12e district congressionnel de New York |
| ----------------------------------------------------------- | ----------------------------------------------------------- | ----------------------------------------------------------- | ----------------------------------------------------------- | ----------------------------------------------------------- |
| Parti                                                       | Parti                                                       | Candidat                                                    | Votes                                                       | %                                                           |
|                                                             | Démocrate                                                   | Nydia Velazquez (sortante)                                  | 123 053                                                     | 90,0                                                        |
|                                                             | Républicain                                                 | Allan E. Romaguera                                          | 13 748                                                      | 10,0                                                        |
| Total des votes                                             | Total des votes                                             | Total des votes                                             | 136 801                                                     | 100 %                                                       |
|                                                             | Les Démocrates conservent                                   |                                                             |                                                             |                                                             |

### 2010
| Élection de 2010 du 12e district congressionnel de New York | Élection de 2010 du 12e district congressionnel de New York | Élection de 2010 du 12e district congressionnel de New York | Élection de 2010 du 12e district congressionnel de New York | Élection de 2010 du 12e district congressionnel de New York |
| ----------------------------------------------------------- | ----------------------------------------------------------- | ----------------------------------------------------------- | ----------------------------------------------------------- | ----------------------------------------------------------- |
| Parti                                                       | Parti                                                       | Candidat                                                    | Votes                                                       | %                                                           |
|                                                             | Démocrate                                                   | Nydia Velazquez (sortante)                                  | 68 624                                                      | 93,9                                                        |
|                                                             | Conservateur (en)                                           | Alice Gaffney                                               | 4 482                                                       | 6,1                                                         |
| Total des votes                                             | Total des votes                                             | Total des votes                                             | 73 106                                                      | 100 %                                                       |
|                                                             | Les Démocrates conservent                                   |                                                             |                                                             |                                                             |

### 2012
| Élection de 2012 du 12e district congressionnel de New York | Élection de 2012 du 12e district congressionnel de New York | Élection de 2012 du 12e district congressionnel de New York | Élection de 2012 du 12e district congressionnel de New York | Élection de 2012 du 12e district congressionnel de New York |
| ----------------------------------------------------------- | ----------------------------------------------------------- | ----------------------------------------------------------- | ----------------------------------------------------------- | ----------------------------------------------------------- |
| Parti                                                       | Parti                                                       | Candidat                                                    | Votes                                                       | %                                                           |
|                                                             | Démocrate                                                   | Carolyn Maloney                                             | 193 455                                                     | 72,1                                                        |
|                                                             | Républicain                                                 | Christopher Wight                                           | 46 692                                                      | 17,4                                                        |
| Total des votes                                             | Total des votes                                             | Total des votes                                             | 268 287                                                     | 100 %                                                       |
|                                                             | Les Démocrates conservent                                   |                                                             |                                                             |                                                             |

### 2014
| Élection de 2012 du 12e district congressionnel de New York | Élection de 2012 du 12e district congressionnel de New York | Élection de 2012 du 12e district congressionnel de New York | Élection de 2012 du 12e district congressionnel de New York | Élection de 2012 du 12e district congressionnel de New York |
| ----------------------------------------------------------- | ----------------------------------------------------------- | ----------------------------------------------------------- | ----------------------------------------------------------- | ----------------------------------------------------------- |
| Parti                                                       | Parti                                                       | Candidat                                                    | Votes                                                       | %                                                           |
|                                                             | Démocrate                                                   | Carolyn Maloney (sortante)                                  | 90 603                                                      | 77,2                                                        |
|                                                             | Républicain                                                 | Nick Di Lorio                                               | 22 731                                                      | 19,4                                                        |
| Total des votes                                             | Total des votes                                             | Total des votes                                             | 117 420                                                     | 100 %                                                       |
|                                                             | Les Démocrates conservent                                   |                                                             |                                                             |                                                             |

### 2016
| Élection de 2016 du 12e district congressionnel de New York | Élection de 2016 du 12e district congressionnel de New York | Élection de 2016 du 12e district congressionnel de New York | Élection de 2016 du 12e district congressionnel de New York | Élection de 2016 du 12e district congressionnel de New York |
| ----------------------------------------------------------- | ----------------------------------------------------------- | ----------------------------------------------------------- | ----------------------------------------------------------- | ----------------------------------------------------------- |
| Parti                                                       | Parti                                                       | Candidat                                                    | Votes                                                       | %                                                           |
|                                                             | Démocrate                                                   | Carolyn Maloney (sortante)                                  | 244 358                                                     | 83,2                                                        |
|                                                             | Républicain                                                 | Robert Ardini                                               | 49 398                                                      | 16,8                                                        |
| Total des votes                                             | Total des votes                                             | Total des votes                                             | 293 756                                                     | 100 %                                                       |
|                                                             | Les Démocrates conservent                                   |                                                             |                                                             |                                                             |

### 2018
| Élection de 2018 du 12e district congressionnel de New York | Élection de 2018 du 12e district congressionnel de New York | Élection de 2018 du 12e district congressionnel de New York | Élection de 2018 du 12e district congressionnel de New York | Élection de 2018 du 12e district congressionnel de New York |
| ----------------------------------------------------------- | ----------------------------------------------------------- | ----------------------------------------------------------- | ----------------------------------------------------------- | ----------------------------------------------------------- |
| Parti                                                       | Parti                                                       | Candidat                                                    | Votes                                                       | %                                                           |
|                                                             | Démocrate                                                   | Carolyn Maloney (sortante)                                  | 217 430                                                     | 86,4                                                        |
|                                                             | Républicain                                                 | Eliot Rabin                                                 | 30 446                                                      | 12,1                                                        |
|                                                             | Vert                                                        | Scott Hutchins                                              | 3 728                                                       | 1,5                                                         |
| Total des votes                                             | Total des votes                                             | Total des votes                                             | 251 604                                                     | 100 %                                                       |
|                                                             | Les Démocrates conservent                                   |                                                             |                                                             |                                                             |

### 2020
| Élection de 2020 du 12e district congressionnel de New York | Élection de 2020 du 12e district congressionnel de New York | Élection de 2020 du 12e district congressionnel de New York | Élection de 2020 du 12e district congressionnel de New York | Élection de 2020 du 12e district congressionnel de New York |
| ----------------------------------------------------------- | ----------------------------------------------------------- | ----------------------------------------------------------- | ----------------------------------------------------------- | ----------------------------------------------------------- |
| Parti                                                       | Parti                                                       | Candidat                                                    | Votes                                                       | %                                                           |
|                                                             | Démocrate                                                   | Carolyn Maloney (sortante)                                  | 265 172                                                     | 82,0                                                        |
|                                                             | Républicain                                                 | Carlos Santiago-Cano                                        | 53 061                                                      | 16,0                                                        |
|                                                             | Libertarien                                                 | Steven Kolln                                                | 4 015                                                       | 1,0                                                         |
| Total des votes                                             | Total des votes                                             | Total des votes                                             | 322 248                                                     | 100 %                                                       |
|                                                             | Les Démocrates conservent                                   |                                                             |                                                             |                                                             |

### 2022
La Primaire Républicaine a été annulée. Mike Zumbluskas (R) avance vers l'Élection Générale.
| Primaire Démocrate de 2022 du 12e district congressionnel de New York | Primaire Démocrate de 2022 du 12e district congressionnel de New York | Primaire Démocrate de 2022 du 12e district congressionnel de New York | Primaire Démocrate de 2022 du 12e district congressionnel de New York | Primaire Démocrate de 2022 du 12e district congressionnel de New York |
| --------------------------------------------------------------------- | --------------------------------------------------------------------- | --------------------------------------------------------------------- | --------------------------------------------------------------------- | --------------------------------------------------------------------- |
| Parti                                                                 | Parti                                                                 | Candidat                                                              | Votes                                                                 | %                                                                     |
|                                                                       | Démocrate                                                             | Jerrold Nadler (sortant)                                              | 49 744                                                                | 55,4                                                                  |
|                                                                       | Démocrate                                                             | Carolyn Maloney (sortante)                                            | 21 9165                                                               | 24,4                                                                  |
|                                                                       | Démocrate                                                             | Suraj Patel                                                           | 17 011                                                                | 19,0                                                                  |
|                                                                       | Démocrate                                                             | Ashmi Sheth                                                           | 937                                                                   | 1,0                                                                   |

| Élection de 2022 du 12e district congressionnel de New York | Élection de 2022 du 12e district congressionnel de New York | Élection de 2022 du 12e district congressionnel de New York | Élection de 2022 du 12e district congressionnel de New York | Élection de 2022 du 12e district congressionnel de New York |
| ----------------------------------------------------------- | ----------------------------------------------------------- | ----------------------------------------------------------- | ----------------------------------------------------------- | ----------------------------------------------------------- |
| Parti                                                       | Parti                                                       | Candidat                                                    | Votes                                                       | %                                                           |
|                                                             | Démocrate                                                   | Jerrold Nadler (sortant)                                    | 200 890                                                     | 81,6                                                        |
|                                                             | Républicain                                                 | Mike Zumbluskas                                             | 44 173                                                      | 17,9                                                        |
|                                                             | Indépendant                                                 | Mikhail Itkis                                               | 631                                                         | 0,3                                                         |
|                                                             | Autres                                                      | Autres                                                      | 411                                                         | 0,2                                                         |
| Total des votes                                             | Total des votes                                             | Total des votes                                             | 246 105                                                     | 100 %                                                       |
|                                                             | Les Démocrates conservent                                   |                                                             |                                                             |                                                             |

### 2024
Les Primaires Démocrates et Républicaines ont été annulées. Jerrold Nadler (D-Sortant) et Mike Zumbluskas (R) avancent vers l'Élection Générale.
| Élection de 2024 du 12e district congressionnel de New York | Élection de 2024 du 12e district congressionnel de New York | Élection de 2024 du 12e district congressionnel de New York | Élection de 2024 du 12e district congressionnel de New York | Élection de 2024 du 12e district congressionnel de New York |
| ----------------------------------------------------------- | ----------------------------------------------------------- | ----------------------------------------------------------- | ----------------------------------------------------------- | ----------------------------------------------------------- |
| Parti                                                       | Parti                                                       | Candidat                                                    | Votes                                                       | %                                                           |
|                                                             | Démocrate                                                   | Jerrold Nadler (sortant)                                    | TBD                                                         | TBD                                                         |
|                                                             | Républicain                                                 | Mike Zumbluskas                                             | TBD                                                         | TBD                                                         |
| Total des votes                                             | Total des votes                                             | Total des votes                                             | TBD                                                         | 100 %                                                       |
|                                                             |                                                             |                                                             |                                                             |                                                             |

## Frontières historiques du district
De 2003 à 2013, il comprenait des parties de Brooklyn, du Queens et de Manhattan. Il comprenait les quartiers Queens de Maspeth, Ridgewood et Woodside ; les quartiers de Brooklyn de Bushwick, Greenpoint, Red Hook, East New York, Brooklyn Heights, Sunset Park et Williamsburg ; et une partie du Lower East Side et de l'East Village de Manhattan. Avant le redécoupage des années 2010, le district comprenait plusieurs quartiers de l'East Side de Manhattan, de la section Greenpoint de Brooklyn et de l'ouest du Queens, ainsi que de Roosevelt Island, chevauchant pour la plupart le 14e district d'avant le redécoupage.
1803 - 1913 : Comtés de Dutchess et Columbia
1913 - 1945 : Parties de Manhattan
1945 - 1993 : Parties de Brooklyn
1993 - 2023 : Parties de Brooklyn, Manhattan et du Queens

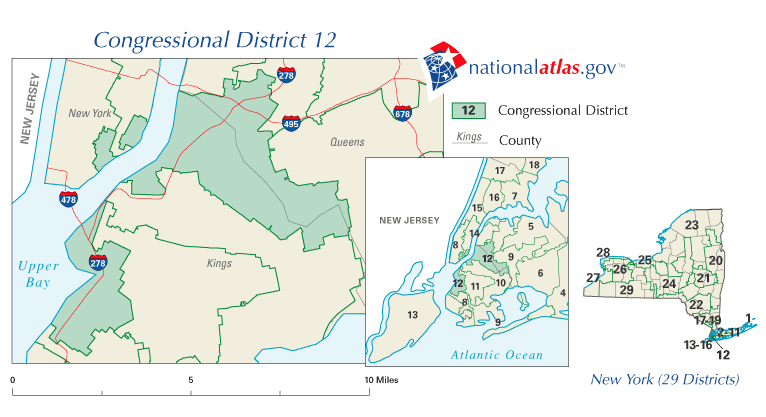
2003 - 2013

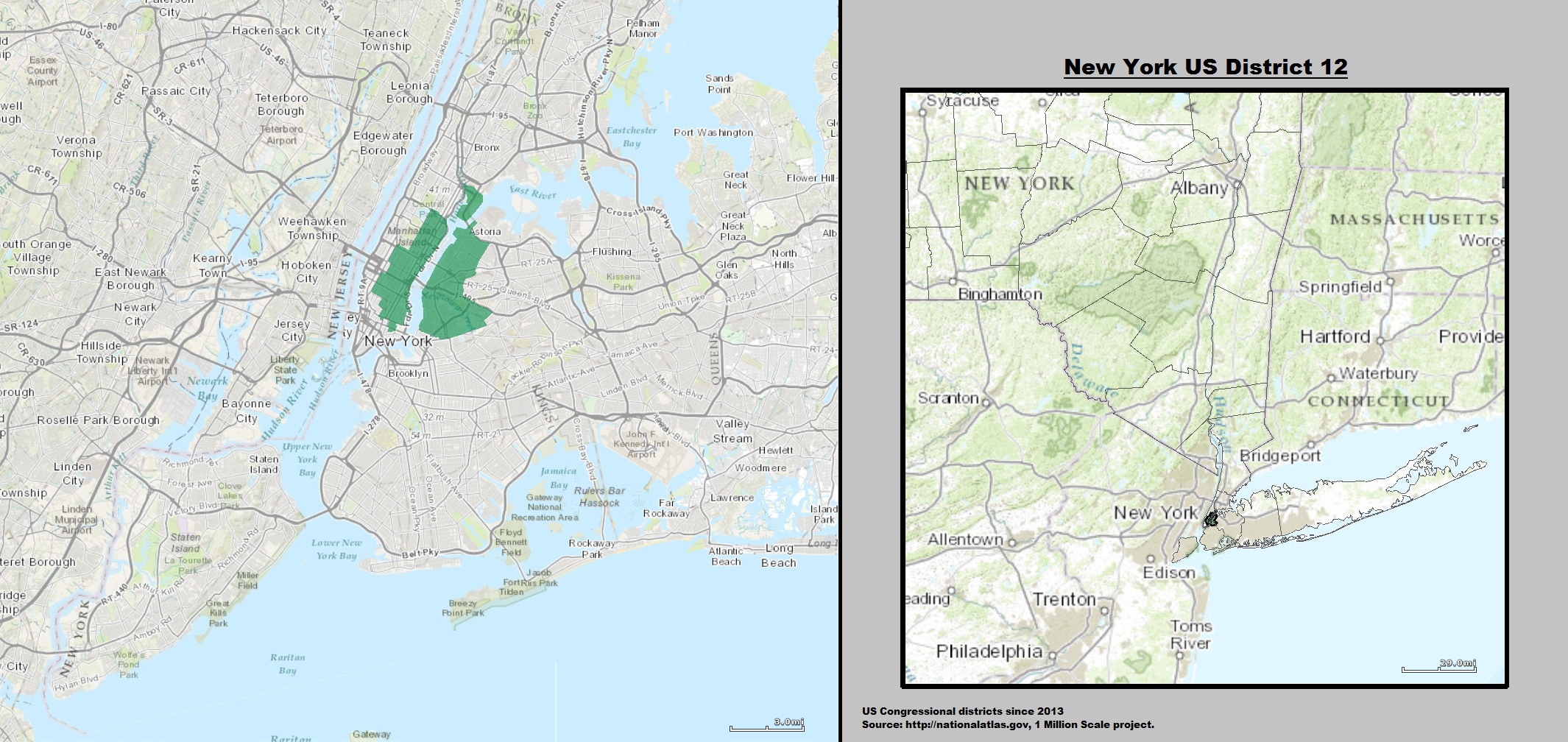
2013 - 2023

2023 - : Parties de Manhattan